# Epitonium phymanthi
Epitonium phymanthi är en snäckart som beskrevs av Robertson 1994. Epitonium phymanthi ingår i släktet Epitonium och familjen vindeltrappsnäckor. Inga underarter finns listade i Catalogue of Life.